# Claudio S. Grafulla
Claudio Simón Grafulla Morales (Mahón, Menorca, 31 de octubre de 1812 - Nueva York, Estados Unidos, 5 de diciembre de 1880) fue un compositor y director de orquesta estadounidense de origen balear, activo durante mediados del siglo XIX. Destacó en la composición y por sus arreglos de música para banda.

## Biografía
Descendiente de una familia de origen francés establecida en Mahón a mediados del siglo XVIII, cursó estudios musicales con el maestro Benet Andreu Pons y en 1838 emigró a los Estados Unidos. Se estableció en Nueva York, donde trabajó como trompetista en la New York Brass Band, adscrita al Séptimo Regimiento de la Guardia Nacional establecido en la ciudad. En 1853 ingresó formalmente a la banda del Séptimo Regimiento mencionada y llevó a cabo su reorganización. El año siguiente el conjunto se fusionó con la Shelton Band, una de las bandas de música más apreciadas de la ciudad.
En 1860 el conjunto musical se encontraba prácticamente deshecho y Grafulla se encargó de reorganizar y dirigir un nuevo conjunto. Desde entonces, el músico fue director de la banda del Séptimo Regimiento, el cual dirigiría hasta su muerte. Bajo el liderazgo de Grafulla, la Banda alcanzó una gran reputación y calidad interpretativa. Añadió ejecutantes de viento-madera (hasta entonces era habitual la presencia de ejecutantes únicamente de viento metal y percusión) y la formación inicial de 38 músicos creció hasta los 50 ejecutantes. Además, Grafulla hizo más versátil el conjunto, más allá de la habitual de una banda militar, componiendo piezas propias y llevando a cabo arreglos destinados a ampliar el repertorio del conjunto.
Al estallar la Guerra de Secesión estadounidense en 1861, Grafulla llevó a cabo una intensa actividad como director y compositor, dirigiendo su banda en la retaguardia o en los campos de batalla, además de como compositor, creando obras de carácter festivo, estimulante y patriótico. Canciones, danzas, tonadas tradicionales, arreglos de ópera y especialmente marchas, que alcanzaron gran difusión y popularidad.
En junio de 1870 visitó Menorca, tres décadas después de su marcha, donde fue recibido triunfalmente. Fue invitado para actuar con su banda en algunas ciudades europeas en concursos y competiciones, pero declinó siempre el ofrecimiento al considerar que no estaba a la altura de sus competidores.
A finales de septiembre de 1880 Grafulla tuvo que dejar la dirección del Séptimo Regimiento por causa de una bronquitis. Moriría dos meses después en Nueva York, seguramente a causa de esta enfermedad.

## The Washington Grays
Su composición más famosa y reconocida es la marcha The Washington Grays (1861), que todavía se interpreta actualmente y es considerada uno de los estándares del género para banda en Estados Unidos.
Grafulla compuso la pieza para el Octavo Regimiento de la Milicia del Estado de Nueva York. Esta obra ha alcanzado en Estados Unidos el rango de obra maestra del género, un clásico para banda y prototipo de la marcha de concierto. La obra muestra la influencia estilística de las marchas alemanas, con un equilibrio de técnica y melodía en un flujo continuo de ideas musicales. Además, la pieza fue innovadora al romper las fórmulas tradicionales del momento porque no tiene ninguna introducción, ni tensión de rotura ni ningún pico.
El nombre de la pieza (Greys, grises) hace referencia al uniforme del regimiento y no tiene nada que ver con la vestimenta de los Confederados, bando rival de la Guerra de Secesión estadounidense, a pesar de la coincidencia.

## Influencia
En Estados Unidos, Grafulla es considerado uno de los músicos más importantes de su época. Fue uno de los primeros compositores en incorporar un carácter nacional propio a sus composiciones, más allá de imitar el estilo europeo, siendo ésta una contribución decisiva a la evolución y desarrollo de la música del país. Además, se le considera uno de los principales impulsores de la banda como agrupación musical como masa sonora. Sus arreglos fueron tan o más populares que sus composiciones y ayudaron a poner en valor la banda como formación musical versátil y polivalente.
Su obra sigue vigente en los programas de conciertos de banda de los Estados Unidos, así como en grabaciones sonoras. En cambio, en su tierra natal (Menorca), su nombre es escasamente conocido.